# Путешествие и приключения капитана Гаттераса
«Путешествие и приключения капитана Гаттераса» (фр. Les Aventures du capitaine Hatteras) — третий научно-приключенческий роман Жюля Верна, впервые опубликованный в 1864—1865 годах в двух частях и отдельным томом через год. Повествует об экспедиции на Северный полюс во главе с капитаном Гаттерасом. Это второй роман после книги «Пять недель на воздушном шаре», опубликованный Верном в журнале П.-Ж. Этцеля.

## Сюжет

### Часть I. Англичане на северном полюсе
Действие начинается 5 апреля 1860 года в порту Ливерпуля, где стоит бриг под названием «Форвард», который, судя по слухам, должен был отправиться в далёкую экспедицию на север. Но «Форвард» привлёк внимание людей потому, что не было известно, кто его капитан.
Вся история начинается с того, что некий Шандон, опытный моряк-полярник, получает письмо от неизвестного ему «К. З.». В письме Шандону предлагается принять участие в трудной экспедиции, цель которой не указывается. Шандон соглашается, получает все необходимые средства и начинает постройку брига, подробные чертежи которого приложены к письму. Бриг делают особенно крепким и снабжают его провиантом на шесть лет. Появляется присланный капитаном доктор Клоубонни, однако и он не знает, кто и зачем снаряжает судно, поскольку общался с «К. З.» лишь по переписке. Капитан должен был появиться в день отплытия, но он не появляется, а вместо него привозят собаку с надписью на ошейнике «К. З.». Шандон вынужденно отплывает без капитана. Так начинается их путешествие. Среди матросов проносится слух, что собака и есть капитан, поскольку присланный на бриг датский дог явно уже бывал в море. «Форвард» по пути останавливается в нескольких портах, надеясь подобрать там капитана, но он так и не появляется. На бриге начинают роптать не только матросы, но даже и офицеры: им крайне не нравится, что плавание сопряжено с тайной, о которой их не ставят в известность.
Под командованием Шандона бриг доходит до моря Баффина. Здесь же и выясняется, где находился всё это время капитан: как и предполагал доктор Клоубонни, капитан с самого начала был на бриге, переодетый простым матросом. Капитан оказывается известным полярным путешественником Джоном Гаттерасом, наследником богатого английского пивовара. Таинственность при подготовке экспедиции была вызвана прошлыми неудачами плаваний Гаттераса, чьей жизненной целью всегда было покорение Северного полюса. Так, после прошлой попытки достичь полюса через Шпицберген из экспедиции вернулся только один Гаттерас. Поэтому, вздумай он собирать новую экспедицию в открытую, никто не согласился бы в ней участвовать.
Гаттерас раскрывает себя перед командой, берёт на себя командование экспедицией, и рассказывает о том, что по его предположению, вблизи полюса может находиться свободное ото льдов море. С этого момента Шандон, мечтавший стать капитаном брига, всей душой начинает желать краха экспедиции. Он, сам желающий славы, готов идти на север как руководитель, но не как подчинённый.
Бриг преодолевает воды у канадских островов, доходит до магнитного полюса и плывёт дальше. Команда ропщет, но Гаттерасу временно удаётся склонить матросов на свою сторону обещаниями высоких денежных поощрений по возвращении. «Форвард» застревает во льдах, и экспедиция останавливается на зимовку. Зимовка в этих местах очень суровая и трудная, поэтому моряки тщательно готовятся к ней. Всю зиму им приходится проводить в одном помещении вокруг горящей печки. Матросы заболевают цингой и глазной болезнью; их отношение к капитану, стремящемуся только вперёд и не обращающему внимания на команду, всё более ухудшается. (На самом деле доктор Клоубонни, поговорив с Гаттерасом, выясняет, что тот жалеет матросов, но его маниакальное стремление к полюсу пересиливает всякую жалость). Во время одного из измерений Гаттерас обнаруживает, что ледяное поле, в котором находится «Форвард», относит к северу, и радуется этому, тогда как остальные встречают новость настороженно.
Со временем уголь заканчивается, и топить печку больше нечем. На стенках кубрика намерзает иней, люди оказываются на грани смерти, и всё будущее экспедиции ставится под угрозу. Капитан Гаттерас, доктор Клоубонни, плотник Бэлл и гарпунщик Симпсон отправляются на поиски угля, о возможности нахождения которого в этом районе вычитал доктор. Но им не удаётся ничего найти — дикие звери расхищают продукты отряда, и из-за нечеловеческих лишений отряду приходится вернуться назад, не дойдя лишь шестьдесят миль до угольных месторождений. В дороге они находят единственного уцелевшего человека из другой полярной экспедиции — умирающего американского капитана Альтамонта. Путешественники успевают спасти его жизнь. В пути заболевает и умирает Симпсон, несмотря на все попытки доктора спасти его. Когда же они возвращаются к бригу, то их ждёт ужасное зрелище: Шандон и остальные матросы окончательно взбунтовались и ушли на санях к югу. Заодно они подожгли бриг, на котором остался лишь верный Гаттерасу боцман Джонсон. Гаттерас начинает кричать от отчаяния. Огонь доходит до пороховых складов, и «Форвард» взлетает на воздух. Пятеро товарищей оказываются на ледяном поле без корабля и припасов. Их отделяет от земли более тысячи километров.

### Часть II. Ледяная пустыня
Гаттерас, Клоубонни, Джонсон, Бэлл и Альтамонт остаются на ледяной глади без каких-либо средств к существованию. Но они не отчаиваются и собирают остатки продовольствия, уцелевшие после взрыва. Его оказывается очень немного, дров тоже мало, и путники понимают, что им не уйти далеко. Всё же они решают направиться на юг, что приводит в отчаяние Гаттераса, но тут очнувшийся Альтамонт рассказывает англичанам о том, что его судно, «Порпойз», село на мель на довольно близком расстоянии от места крушения «Форварда», и на нём есть всё необходимое для зимовки. Когда Гаттерас узнаёт, что американская экспедиция зашла ещё севернее, то начинает ревновать к открытиям Альтамонта.
В пути у путешественников заканчиваются припасы и патроны. Клоубонни делает пулю из замороженной ртути, и Гаттерас, надев на себя шкуру тюленя, подкрадывается к белому медведю и убивает его, обеспечив спутников едой.
Достигнув «Порпойза», путники решают, как дальше продолжать зимовку, благо еды и угля на корабле достаточно. Доктора Клоубонни осеняет идея построить дом изо льда, и он делает это с помощью плотника Бэлла и своих друзей.
Зимовка проходит нормально и без особых событий. Однажды, правда, ледяной дом блокируют пять голодных медведей, но доктору удаётся избавиться от них, подорвав их пороховой миной. По вечерам товарищи собираются у огня и беседуют о путешествиях и открытиях. Часто Альтамонт и Гаттерас, как американец и англичанин, спорят насчёт того, кто первый зашёл так далеко, и кому достанется больше славы. Гаттерас требует от Альтамонта безоговорочного подчинения, но американец, сам бывший капитаном и начальником экспедиции, не уступает. Доктору с большим трудом удаётся предотвратить открытое столкновение: с одной стороны, он любит и уважает Гаттераса, но, с другой, прекрасно понимает, что без Альтамонта и его корабля все они давно были бы мертвы. Проблема решается в начале весны: путешественники отправляются на охоту, где Альтамонт, рискуя собственной жизнью, спасает Гаттераса от разъярённых полярных быков. Гаттерас, всегда в глубине души уважавший американского капитана за его решительность и ум, искренне благодарит Альтамонта за спасение и предлагает Америке разделить с Англией славу открытия Северного полюса. Отныне все участники экспедиции соединены нерушимой дружбой.
Приходит лето, и капитан Гаттерас предлагает продолжить прерванный путь и достигнуть полюса. Его друзья соглашаются. Они начинают готовиться к экспедиции, снаряжают собачью упряжку с несколькими собаками и пускаются в путь. Путешественники называют землю, на которой они зимовали, Новой Америкой, отмечают открытые ими объекты на карте, и присваивают им собственные имена.

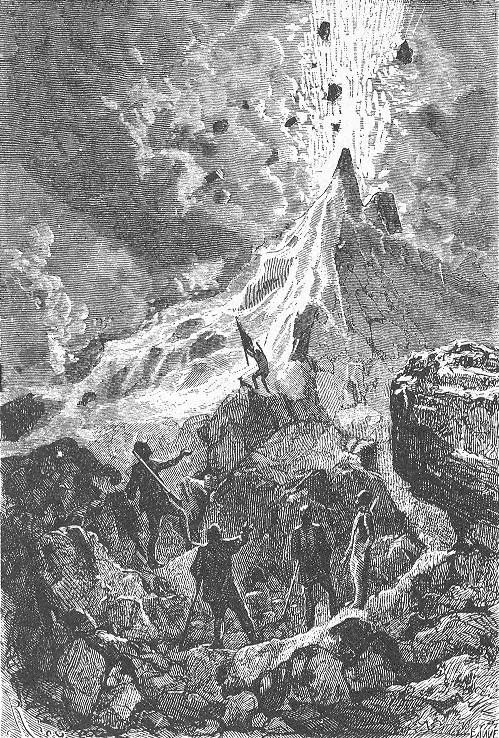
Вулкан на Северном полюсе

Пройдя по Новой Америке около двухсот миль, экспедиция выходит к берегу большого моря, чистого и свободного от айсбергов. Друзья, используя лодку, сооружённую из обломков американского судна, плывут на север. Там они делают необыкновенное открытие: на Северном полюсе находится остров, на котором, в свою очередь, стоит огромный действующий вулкан, изрыгающий пламя и камни. Вулкан окружён поясом бурь, вызывающих сильное волнение на море, и Гаттераса смывает за борт. Друзья уже считают его погибшим, но буря по счастливой случайности выбрасывает капитана на берег. Так он становится первым человеком, ступившим на заветную землю. Товарищи капитана вскоре тоже подплывают к вулкану. Высадившись на берег и произведя расчёты, они узнают, что Северный полюс расположен прямо в кратере вулкана.
Все, кроме капитана, считают, что они достигли полюса, и полностью этим довольны. Однако Гаттерас не согласен с ними: движимый своей навязчивой идеей, он непременно хочет ступить ногой на самую точку полюса. Его не останавливает даже тот факт, что земная ось проходит через кратер, куда невозможно попасть, не убив себя. Экспедиция начинает подъём на вулкан. Доктор, всеми силами пытающийся отговорить капитана от опасной затеи, с ужасом видит в нём признаки помешательства: Гаттерас кажется себе уже не человеком, но почти божеством, выросшим до размера горы. Безумец, обладающий характерной для его состояния огромной силой, перепрыгивает через лавовый поток, непреодолимый для его спутников, и продолжает подъём, размахивая английским флагом. Он идёт прямиком к кратеру, где его ждёт верная гибель. Однако Альтамонт, пытаясь спасти своего друга и использовав все имеющиеся силы, перепрыгивает через лаву вслед за ним. Американец в последний момент хватает Гаттераса, вытаскивая его из огненной бездны. Однако американец, по словам доктора, сумел спасти только тело Гаттераса: безумие капитана не прошло, и он не помнит ни себя, ни всех остальных. Его душа осталась на вершине вулкана.
Путешественники пускаются в обратный путь с острова, названного «островом Королевы». Вулкан же получил название «Гора Гаттераса». Приближается зима. Экспедиция доплывает на шлюпке до покрытой льдом области и там пешком двигается на юг. По дороге друзья находят погибшую экспедицию. Всмотревшись внимательнее, они понимают, что это Шандон, Пэн и другие моряки с «Форварда», так и не добравшиеся до Большой земли. Путешественники с ужасом обнаруживают, что их бывшие спутники дошли перед смертью даже до каннибализма, и пускаются прочь от этого места. Доктор берёт на себя роль лидера, изо всех оставшихся сил подгоняя своих товарищей: в случае промедления им грозит смерть от холода и голода.
Путешественники, перейдя ряд необитаемых островов, достигают берега свободного моря, где замечают вдалеке корабль. Не желая терять этот шанс, они по совету доктора прыгают на попавшуюся им льдину и на ней приближаются к судну — датскому китобою, возвращающемуся домой с промысла. Капитан-датчанин оказывает друзьям помощь. Путешественники возвращаются в Англию. Они получают щедрые награды от правительства, их экспедиция обсуждается в мировой прессе, их считают величайшими героями, а Джон Гаттерас вносится в мировые летописи как мученик науки. Вместе с Англией, благодаря Альтамонту, справедливо чествуется и Америка.
Гаттераса же, так и не оправившегося от помутнения рассудка, помещают в дорогую лечебницу. Он так никогда и узнает, что его считают признанным героем человечества. Доктор часто навещает своего друга. Со временем он замечает, что капитан Гаттерас каждый день ходит по саду только в одном направлении, и по одной и той же аллее. Доктор, хорошо знающий планировку лечебницы, сразу же понимает происходящее: аллея разбита по направлению с юга на север. Капитана Джона Гаттераса, отдавшего всё за открытие Северного полюса, неудержимо влечёт к северу, где осталась его душа.

## Создание
Своего рода прелюдией к роману стала повесть «Зимовка во льдах» 1855 годам.
В рукописи романа содержалась глава «Джон Буль и Джонатан», в которой Гаттерас и Альтамонт устраивают дуэль за право владения новыми открытыми землями, однако этот драматический эпизод, отражавший соперничество Великобритании и США, был опущен издателем. По мнению Уильяма Батчера, именно этот эпизод лежал в основе замысла автора, «блестяще отражая современные геополитические реалии».
Автор сначала планировал, что Гаттерас погибнет после восхождения на вулкан на Северном полюсе, названный в итоге его именем. В итоговом варианте у него происходит помутнение рассудка.
Как и в первом романе «Необыкновенных путешествий» — «Пять недель на воздушном шаре» — героями романа выступают в основном англичане, хотя Этцель высказывал Верну пожелание, чтобы в составе экспедиции оказался хотя бы один француз. Тем не менее французы, соотечественники автора и издателя, так или иначе присутствуют в обоих романах — в первом они спасают экспедицию доктора Фергюссона в самом конце полёта «Виктории», во втором — целая глава посвящена рассказу о смерти реально существовавшего французского полярника лейтенанта Белло.

## Северный полюс в представлении Жюля Верна
Жюль Верн описывает Северный полюс в романе, как действующий вулкан посредине моря. На момент написания романа полюс ещё не был открыт, поэтому о географии полярных широт строились разнообразные гипотезы, и писатель являлся одним из их авторов.
Так, в романе «Двадцать тысяч льё под водой», капитан Немо на «Наутилусе» проплывает под Южным полюсом и застревает во льдах на том месте, где в реальности находится Антарктида. Герои романа «Ледяной сфинкс» также достигают района Южного полюса на шлюпке. Таким образом, полюса в романах Верна оказались прямой противоположностью: Северный он считал расположенным на суше, а Южный — сугубо морским. Однако, в романе «Робур-Завоеватель» главные герои на аппарате «Альбатрос» пролетают над Южным полюсом и чуть не сталкиваются с действующим вулканом.
В реальности район Северного полюса был открыт Фредериком Куком в 1908 году и Робертом Пири в 1909 году. Там не было ни земли, ни вулкана, ни моря, а только ледяная гладь. Таким образом, более правдивой оказалась гипотеза Луи Буссенара, высказанная им в романе «Французы на Северном полюсе» (1892 год), где первооткрыватель, французский капитан д’Андрие недоумевал, как ему доказать, что он побывал на Северном полюсе, если там кругом замерзающий океан.

## Участники экспедиции
- Джон Гаттерас — капитан «Форварда», стремящийся покорить Северный полюс и снаряжающий за собственный счёт уже третью экспедицию. Пламенный патриот Англии. Предположительно, одним из его прототипов мог выступать сэр Джон Франклин, который в своих ранних экспедициях прославился стойкостью и упорством.[источник не указан 544 дня] Достигает Северного полюса, но там повреждается рассудком и по возвращении в Англию помещается в лечебницу.
- Дэк — датский дог, верный спутник капитана. Достигает Северного полюса.
- Ричард Шандон — первый помощник капитана, впоследствии изменивший долгу и ставший одним из предводителей мятежа. Погиб в составе ушедшей команды «Форварда».
- Доктор Клоубонни — судовой врач. Очень начитанный и образованный путешественник, имеющий весёлый характер. Считается[кем?], что его прототипом в качестве популяризатора научных знаний отчасти мог выступать сам автор.[источник не указан 544 дня] Во всяком случае, при первом же появлении в романе доктор рекомендует себя так:

Говорят, будто я человек учёный; но это неправда, сэр, я ничего не знаю; правда, я сочинил кое-какие книжонки, которые расходятся недурно, — но лучше бы мне этого не делать. Публика слишком уж снисходительна, если покупает их. Ничего я не знаю, говорю вам, за исключением того, что я величайший невежда. Но мне дают возможность пополнить, или, вернее, уточнить, мои познанья.
— Глава 3. "Доктор Клоубонни
 Достигает Северного полюса, впоследствии составляет научный отчет об экспедиции.
- Джеймс Уолл — второй помощник капитана. Погиб в составе ушедшей команды «Форварда».
- Джонсон — боцман. Участник ряда арктических плаваний. Безуспешно пытался остановить мятеж матросов во время отсутствия Гаттераса. Достигает Северного полюса.
- Симпсон — гарпунщик. Умер во время экспедиции по разведке возможных месторождений угля.
- Бэлл — плотник. Достиг Северного полюса.
- Брентон — первый механик. Погиб в составе ушедшей команды «Форварда».
- Пловер — второй механик. Погиб в составе ушедшей команды «Форварда».
- Стронг — чернокожий повар. Погиб в составе ушедшей команды «Форварда».
- Уолстен — оружейник. Погиб в составе ушедшей команды «Форварда».
- Фокер — ледовой лоцман. Погиб в составе ушедшей команды «Форварда».
- Уорен — кочегар. Погиб в составе ушедшей команды «Форварда».

И матросы:
- Болтон — жизнерадостный матрос. Погиб в составе ушедшей команды «Форварда».
- Пэн — один из матросов-зачинщиков мятежа и инициатор поджога «Форварда». Погиб в составе ушедшей команды «Форварда».
- Гарри — впоследствии оказывается капитаном Гаттерасом.
- Гриппер — матрос со скверным характером. Погиб в составе ушедшей команды «Форварда».
- Клифтон — самый суеверный член экипажа. Когда Гаттерас ещё не открыл себя команде, убеждал экипаж в том, что капитан — это Дэк, который якобы является оборотнем. Погиб в составе ушедшей команды «Форварда».

А также:
- Альтамонт — капитан судна «Порпойз» из погибшей американской экспедиции, подобранный Гаттерасом. Достигает Северного полюса.